# 宋牧民
宋牧民（1607年—1679年），字耑愚，京師保定府容城縣（今河北省容城縣）人，清朝政治人物、进士出身。

## 生平
顺治三年，登进士，授中书舍人，擢戶科給事中。顺治十二年，升任戶科右給事中。顺治十三年，改河南按察使司副使、汝南兵備道。